# Lampertheim, Bas-Rhin

Lampertheim este o comună în departamentul Bas-Rhin, Franța. În 1 ianuarie 2022 avea o populație de 3.475 de locuitori.